# ウィンチェスター大聖堂

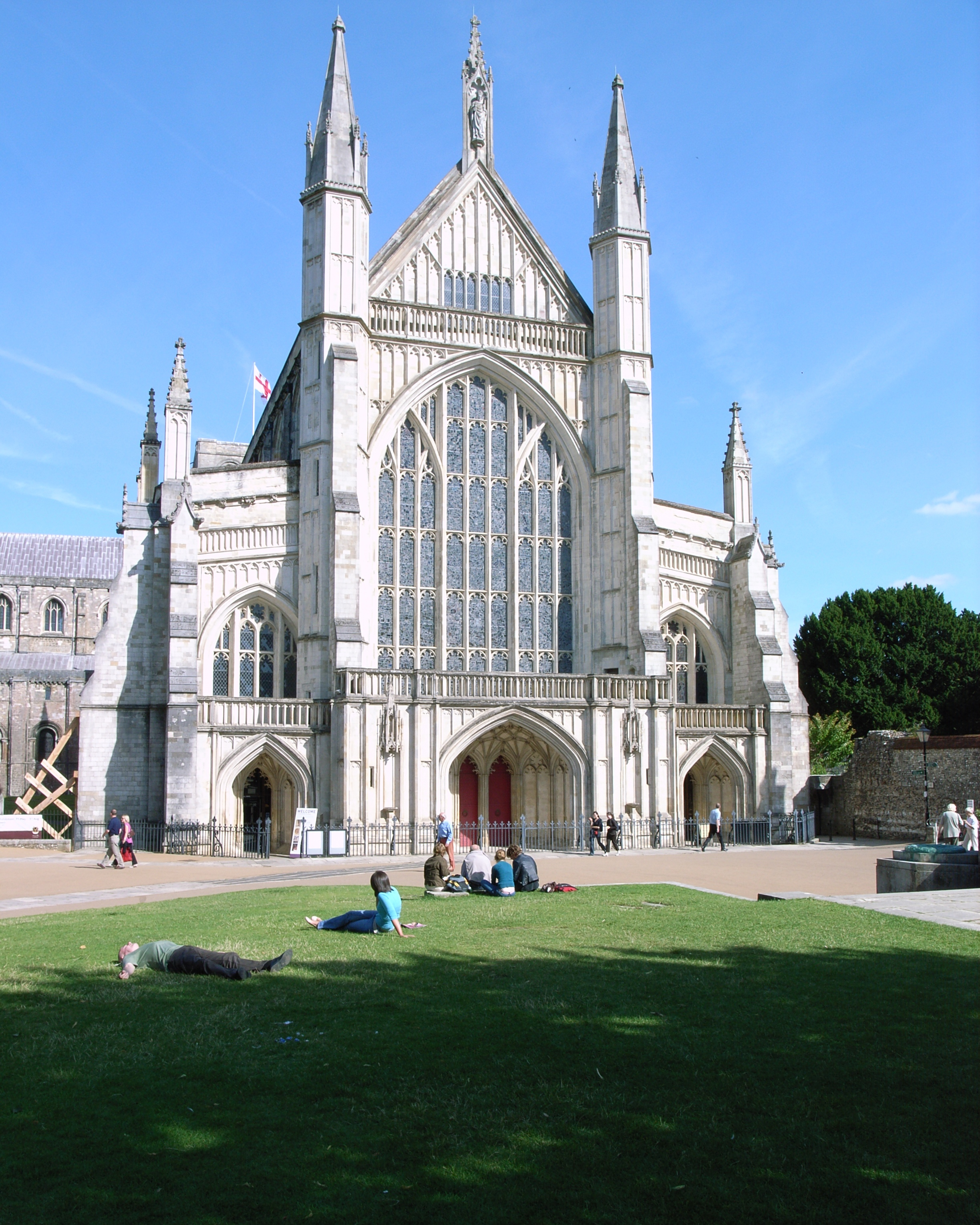
ウィンチェスター大聖堂

ウィンチェスター大聖堂 （ウィンチェスターだいせいそう、Winchester Cathedral、正式名称、聖なる三位一体、聖ペトロ、聖パウロと聖スウィザンの主教座大聖堂、Cathedral Church of the Holy Trinity, and of St Peter and St Paul and of St Swithun）は、イギリス、ウィンチェスターにあるイングランド国教会の大聖堂。ヨーロッパのゴシック様式大聖堂のうち最も長い身廊と全長を持つ、イングランド最大級の大聖堂の一つである。聖なる三位一体、聖ペトロ、聖パウロ、聖スウィザンに捧げられており、ウィンチェスター主教管区を代表するウィンチェスター主教座が置かれている。
大聖堂には毎日4回の礼拝が行なわれ、特別の聖日にはその回数がさらに多くなる。大聖堂の聖歌隊音楽とウィリス社製パイプオルガンに有名されている。礼拝以外、大聖堂見学には入場料が必要となった。

## 歴史

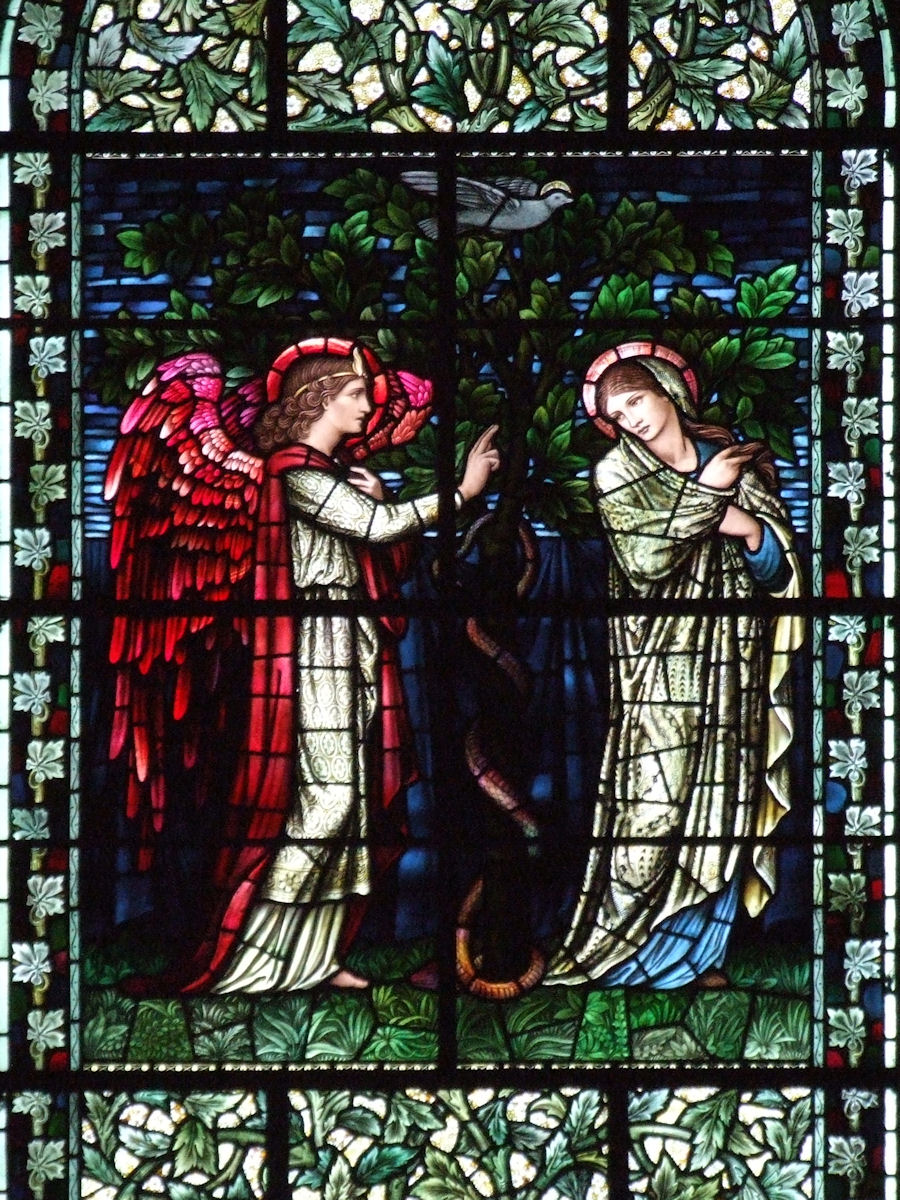
ステンドグラス

最古の建物は、大聖堂の北に隣接した場所に642年頃建てられた。この建物はオールド・ミンスターとして知られている。971年、オールド・ミンスターは修道会定住地の一部となった。ウィンチェスター司教だった聖スィザンは、建物が新たなノルマン様式建築の大聖堂へ移る前に、オールド・ミンスター近くに埋葬された。最初はオールド・ミンスターに埋葬され、のち大聖堂へ移されたモーチュアリー・チェスト（Mortuary chests）は、イングランド王エドウィとその母エルギヴァといったサクソン朝の王たちの亡骸を納めていると言われてきた。オールド・ミンスターは1093年に廃止された。

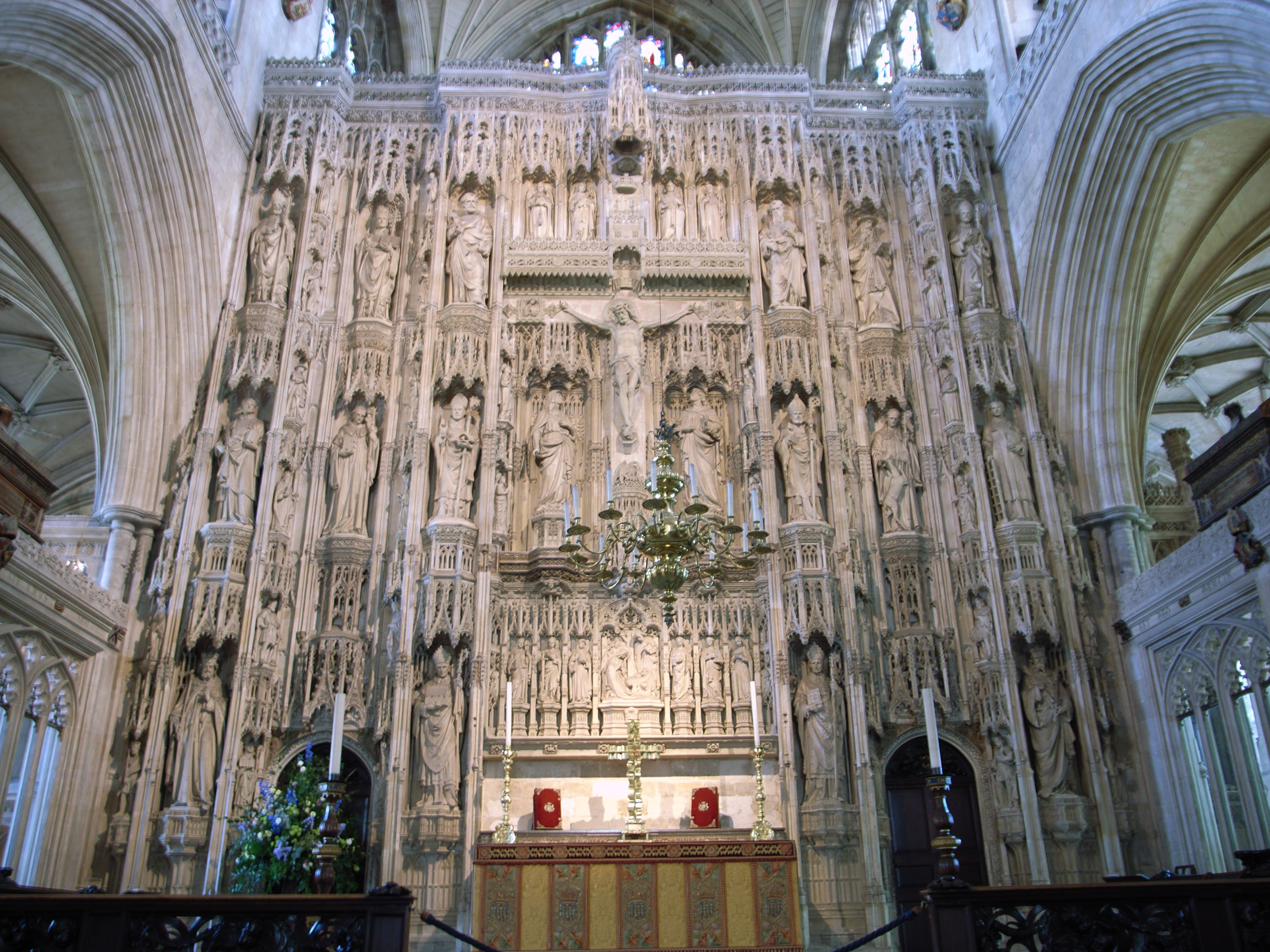
祭壇上の衝立

大聖堂建設は司教ウォークリン時代の1079年に始まった。1093年4月8日、イングランドの司教と修道院長全員が出席する中、オールド・ミンスターを出た修道士たちが新大聖堂へ入り、『大いなる歓喜と栄光をもって』この完成を記録した。現在の建物に残る最古の部分は、完成当時からある納骨堂である。バーネー公リチャード（ウィリアム1世次男）と、ウィリアム2世は、ウィンチェスター大聖堂に埋葬された。四角い中央塔は1202年以来のものである。これは、大聖堂の建つ地盤が部分的に不安定であったため崩壊した最初の塔と、取り替えられた。塔には明白にノルマン様式の痕跡が見て取れる。1394年にはノルマン様式の身廊改築が、熟練した石工ウィリアム・ウィンフォード設計のもので作業が始まり、これは14世紀から、16世紀まで続いた。聖スウィザンの霊廟へ詣でる大勢の巡礼者を収容するレトロクワイア（retroquire）の建設が知られる。
ヘンリー8世はイングランドのカトリック教会を支配下に置いた後、自身を長とするイングランド国教会をつくり、ベネディクト会に属していたセント・スウィザン修道院を1539年に解散させた。修道院生活と聖堂参事会会議所は廃止されたが、大聖堂は存続した。
1905年から1912年の間、T・G・ジャクソンによる修復作業が行われ、全体として崩壊の危機にあった大聖堂を救った。南側と東側の壁は、基礎部分が一部水浸しとなっていた。ダイバーのウィリアム・ウォーカーが25,000以上の袋入りコンクリート、115,000個のコンクリート・ブロック、900,000個のレンガを用いて基礎部分につめ、補強を行った。ウォーカーは最深部で6m地点の真っ暗闇の中で、1906年から1912年の間一日6時間作業した。大聖堂を全体的な崩壊から救ったのはウォーカーの功績である。彼はこの功績を讃えられヴィクトリア十字勲章を授与された。
- フィッシャーマンズ礼拝堂 - 作家アイザック・ウォルトン（1683年没）が埋葬された。
- アイアン・デューク (戦艦)の鐘 - 聖歌隊共唱席にある。
- エピファニー礼拝堂 - エドワード・バーン＝ジョーンズが製作したラファエル前派のステンドグラスと、ウィリアム・モリスの工房が製作したステンドグラスがある。

## 大聖堂で行われた歴史上の出来事
- 1042年 - ハーデクヌーズ王の埋葬
- 1172年 - 若ヘンリーとマルグリット・ド・フランスの戴冠式
- 1194年 - リチャード1世の2度目の戴冠式
- 1403年 - ヘンリー4世とジョーン・オブ・ナヴァールの結婚式
- 1554年 - メアリー1世とフェリペ・デ・アウストリア（のちのフェリペ2世）の結婚式
- 1817年 - 作家ジェーン・オースティンの葬儀と埋葬

## その他
大聖堂の身廊の北側廊に埋葬された作家ジェーン・オースティンとの関連から、大聖堂は多くの観光客を集めている。19世紀の作家アントニー・トロロープが作品中で大聖堂を登場させたことから、イギリス内での知名度が高い。2005年、映画ダ・ヴィンチ・コードの撮影では、交差廊北側をバチカンの場面に使用している。